# Kim Myong-chol
Kim Myong-chol ((김명철?, 金明哲?); 11 gennaio 1985) è un calciatore nordcoreano, attaccante dell'Amrokgang.